# Chilobrachys hubei
Chilobrachys hubei là một loài nhện trong họ Theraphosidae.
Loài này thuộc chi Chilobrachys. Chilobrachys hubei được miêu tả năm 1988 bởi Da-xiang Song & Zhao.